# Wyszcza liha (1997/1998)
Wyszcza liha w piłce nożnej 1997/1998 – VII edycja najwyższych w hierarchii rozgrywek ligowych ukraińskiej klubowej piłki nożnej. Sezon rozpoczął się 9 lipca 1997, a zakończył się 20 czerwca 1998.

## Drużyny
Zespoły występujące w Wyszczej Lidze 1997/1998
- CSKA Kijów
- Czornomoreć Odessa
- Dnipro Dniepropetrowsk
- Dynamo Kijów
- Karpaty Lwów
- Krywbas Krzywy Róg
- Metałurh Donieck
- Metałurh Mariupol
- Metałurh Zaporoże
- Nywa Tarnopol
- Prykarpattia Iwano-Frankiwsk
- Szachtar Donieck
- Tawrija Symferopol
- Torpedo Zaporoże
- Worskła Połtawa
- Zirka Kirowohrad

Uwagi
- – zespoły, które awansowały z Pierwszej ligi edycji 1996/97
- w rundzie jesiennej Zirka Kirowohrad nazywała się Zirka-NIBAS Kirowohrad

## Stadiony
| Lp. | Klub                         | Miasto          | Stadion               | Pojemność |
| --- | ---------------------------- | --------------- | --------------------- | --------- |
| 1   | CSKA Kijów                   | Kijów           | Stadion CSKA          | 12 000    |
| 2   | Czornomoreć Odessa           | Odessa          | Stadion CCzMP         | 20 836    |
| 3   | Dnipro Dniepropetrowsk       | Dniepropetrowsk | Stadion Dnipro Meteor | 24 381    |
| 4   | Dynamo Kijów                 | Kijów           | Stadion Dynamo        | 16 873    |
| 5   | Karpaty Lwów                 | Lwów            | Stadion Ukraina       | 28 051    |
| 6   | Krywbas Krzywy Róg           | Krzywy Róg      | Stadion Metałurh      | 29 782    |
| 7   | Metałurh Donieck             | Donieck         | Stadion Metałurh      | 5 094     |
| 8   | Metałurh Mariupol            | Mariupol        | Stadion Illicziweć    | 12 680    |
| 9   | Metałurh Zaporoże            | Zaporoże        | Stadion Metałurh      | 11 883    |
| 10  | Nywa Tarnopol                | Tarnopol        | Stadion Miejski       | 16 450    |
| 11  | Prykarpattia Iwano-Frankiwsk | Iwano-Frankiwsk | Stadion Ruch          | 15 000    |
| 12  | Szachtar Donieck             | Donieck         | Stadion Szachtar      | 31 718    |
| 13  | Tawrija Symferopol           | Symferopol      | Stadion Łokomotyw     | 20 000    |
| 14  | Torpedo Zaporoże             | Zaporoże        | Stadion ZAZ           | 15 000    |
| 15  | Worskła Połtawa              | Połtawa         | Stadion Worskła       | 24 795    |
| 16  | Zirka Kirowohrad             | Kirowohrad      | Stadion Zirka         | 13 667    |

## Końcowa tabela
| #  | Klub                         | M. | Z. | R. | P. | Bramki | Pkt |
| 1  | Dynamo Kijów                 | 30 | 23 | 3  | 4  | 70-15  | 72  |
| 2  | Szachtar Donieck             | 30 | 20 | 7  | 3  | 61-25  | 67  |
| 3  | Karpaty Lwów                 | 30 | 16 | 9  | 5  | 36-20  | 57  |
| 4  | Dnipro Dniepropetrowsk       | 30 | 17 | 4  | 9  | 47-27  | 55  |
| 5  | Worskła Połtawa              | 30 | 15 | 4  | 11 | 41-46  | 49  |
| 6  | Metałurh Donieck             | 30 | 11 | 7  | 12 | 28-27  | 40  |
| 7  | Nywa Tarnopol                | 30 | 12 | 4  | 14 | 37-39  | 40  |
| 8  | Krywbas Krzywy Róg           | 30 | 10 | 9  | 11 | 34-33  | 39  |
| 9  | Metałurh Zaporoże            | 30 | 10 | 7  | 13 | 40-44  | 37  |
| 10 | Prykarpattia Iwano-Frankiwsk | 30 | 8  | 9  | 13 | 33-41  | 33  |
| 11 | Zirka Kirowohrad             | 30 | 9  | 6  | 15 | 27-48  | 33  |
| 12 | Metałurh Mariupol            | 30 | 8  | 9  | 13 | 27-48  | 33  |
| 13 | CSKA Kijów                   | 30 | 9  | 6  | 15 | 30-35  | 33  |
| 14 | Tawrija Symferopol           | 30 | 8  | 9  | 13 | 35-41  | 33  |
| 15 | Czornomoreć Odessa           | 30 | 8  | 8  | 14 | 31-39  | 32  |
| 16 | Torpedo Zaporoże             | 30 | 2  | 7  | 21 | 20-69  | 13  |

W rundzie jesiennej klub Zirka Kirowohrad nazywał się Zirka-NIBAS Kirowohrad.

## Najlepsi strzelcy
| #  | Strzelec              | Drużyna                      | Mecze | Bramki(karne) |
| -- | --------------------- | ---------------------------- | ----- | ------------- |
| 1  | Serhij Rebrow         | Dynamo Kijów                 | 29    | 22 (5)        |
| 2  | Andrij Szewczenko     | Dynamo Kijów                 | 23    | 19 (1)        |
| 3  | Ołeksandr Palanycia   | Karpaty Lwów                 | 26    | 17 (2)        |
| 4  | Awtandil Kapanadze    | Nywa Tarnopol                | 28    | 15            |
| 4  | Ołeksandr Hajdasz     | Tawrija Symferopol           | 30    | 14            |
| 6  | Hennadij Szczekotylin | Czornomoreć Odessa           | 27    | 13 (1)        |
| 7  | Wałerij Krywencow     | Szachtar Donieck             | 27    | 11            |
| 8  | Petro Rusak           | Prykarpattia Iwano-Frankiwsk | 28    | 9             |
| 8  | Hennadij Orbu         | Szachtar Donieck             | 29    | 9 (1)         |
| 10 | Wołodymyr Haszczyn    | Krywbas Krzywy Róg           | 14    | 8 (3)         |
| 10 | Witalij Mintenko      | Metałurh Donieck             | 26    | 8 (2)         |
| 10 | Wałentyn Płatonow     | Krywbas Krzywy Róg           | 28    | 8             |

## Medaliści
(liczba meczów i goli w nawiasach)
| 1. Dynamo Kijów |
| Bramkarze: Ołeksandr Szowkowski (26 / -13), Wjaczesław Kernozenko (4 / -2). Obrońcy: Ołeksandr Hołowko (29 / 1), Władysław Waszczuk (23 / 1), Jurij Dmytrulin (19 / 1), Ołeh Łużny (16), Serhij Beżenar (8), Ołeksandr Kyriuchin (6 / 1), Mykoła Wołosianko (3), Serhij Fedorow (1), Serhij Szmatowałenko (1). Pomocnicy: Andrij Husin (28 / 2), Jurij Kalitwincew (26 / 5), Witalij Kosowski (24 / 1), Dmytro Mychajłenko (23), Ołeksandr Radczenko (18 / 1), Alaksandr Chackiewicz (15 / 1), Kacha Kaladze (13 / 2), Walancin Bialkiewicz (13 / 1), Aleksiej Gierasimienko (12 / 1), Wasyl Kardasz (10 / 1), Wołodymyr Kowaluk (3), Michaił Makouski (2), Andrij Nesmaczny (1). Napastnicy: Serhij Rebrow (29 / 22), Andrij Szewczenko (23 / 19), Uładzimier Makouski (11 / 3), Pawło Szkapenko (6 / 2), Ołeh Wenhłynski (5), Ołeksandr Kosyrin (3). Trener: Walery Łobanowski. Odeszli w sezonie: Jurij Maksymow (11 / 5) (Werder Brema).                                                       |
| 2. Szachtar Donieck |
| Bramkarze: Dmytro Szutkow (30 / -24), Andrij Nikitin (1 / -1). Obrońcy: Mychajło Starostiak (28), Ołeksandr Kowal (25), Ihor Łeonow (24 / 2), Wołodymyr Jaksmanyćki (14 / 1), Ołeksandr Babij (13), Siergiej Żunienko (9), Siarhiej Jaskowicz (5). Pomocnicy: Jurij Sełezniow (30 / 7), Hennadij Zubow (30 / 7), Hennadij Orbu (29 / 9), Wałerij Krywencow (27 / 11), Serhij Kowalow (27 / 1), Anatolij Tymoszczuk (9 / 3), Serhij Popow (9), Władisław Nowikow (5), Ihor Petrow (5), Serhij Onopko (4 / 1), Ołeksandr Spiwak (4 / 1). Napastnicy: Micheil Pocchweria (18 / 6), Andrejs Štolcers (13 / 4), Ołeh Szełajew (11), Andrij Worobiej (9), Serhij Dranow (4 / 2), Ołeh Matwiejew (1). Trener: Wałerij Jaremczenko. Odeszli w sezonie: Serhij Atelkin (15 / 6) (US Lecce), Ihor Żabczenko (9) (SK Mikołajów). |
| 3. Karpaty Lwów |
| Bramkarzy: Bohdan Stroncicki (28 / -17), Elxan Rəsulov (3 / -3). Obrońcy: Jurij Benio (30 / 2), Ołeksandr Czyżewski (25 / 1), Ołeksandr Jewtuszok (14 / 2). Pomocnicy: Wołodymyr Mykytyn (28 / 1), Lubomyr Wowczuk (27), Jewhen Nazarow (26 / 3), Ihor Płotko (26 / 3), Roman Tołoczko (21), Wołodymyr Jezerski (18), Alkhaly Soumah (17 / 1), Serhij Kowałeć (15 / 2), Andrij Połunin (14 / 1), Serhij Jewhłewski (13), Wołodymyr Szaran (10 / 1), Andrij Sapuha (7 / 1), Serhij Mizin (6), Anatolij Petryk (5). Napastnicy: Ołeksandr Palanycia (14 / 11), Iwan Hecko (11 / 3), Ihor Jadłoś (1). Trener: Myron Markewicz. Odeszli w sezonie: Roman Zub (13 / 2) (Prykarpattia Iwano-Frankiwsk), Ihor Makowej (12 / 2) (Wołyń Łuck), Serhij Tanasiuk (12) (Torpedo Zaporoże), Wjaczesław Jefimenko (9) (Torpedo Zaporoże), Roman Hnatiw (6) (Torpedo Zaporoże), Andrij Pokładok (3) (Metałurh Donieck), Jurij Dudnyk (2) (Rostsielmasz Rostów nad Donem), Wadym Kołesnyk (2) (Metałurh Mariupol). |

Uwaga: Piłkarze oznaczone kursywą występowali również na innych pozycjach.